# ليونيل كوبر
ليونيل كوبر (بالإنجليزية: Lionel Cooper)‏ هو لاعب دوري الرغبي أسترالي، ولد في 18 فبراير 1922، وتوفي في 1987 في Cherrybrook, New South Wales ‏ في أستراليا.